# Correa pulchella
Correa pulchella är en vinruteväxtart som beskrevs av Mackay och Robert Sweet. Correa pulchella ingår i släktet Correa och familjen vinruteväxter. Inga underarter finns listade i Catalogue of Life.